# Вербек-Свардстрём, Вальборг
Вальборг Вербек-Свардстрём (швед. Valborg Werbeck-Svärdström, полное имя Valborg Josefina Werbeck-Svärdström; 1879—1972) — шведская оперная певица и педагог, антропософ.

## Биография
Родилась 22 декабря 1879 года в Евле в семье Карла Йохана Свардстрёма и его жены Марии Жозефины (урождённая Бьёрквист), приехавших в Евле из окрестностей Фалуна. Её мать была швеей и хорошо пела, отец работал почтальоном, а затем торговцем. Семья состояла из шестерых детей, из которых два мальчика (Карл и Биргер) умерли в раннем возрасте; четверо девочек: Вальборг, Ольга, Сигрид и Астрид прожили долго.
В 1890 году семья переехала в Стокгольме, где отец открыл свой собственный магазин. Все девочки посещали школу совместного обучения в Юрсхольме — в ней преподавали такие известные личности, как Виктор Рюдберг, Йохан Бергман, Натанаэль Бесков, а также Алиса Тегнер (была учителем музыки). Она и заметила талант Вальборг, разрешала ей петь на школьных церемониях и на небольших концертах в рядом находящейся церкви. Песня «Gläns över sjö och strand» на стихи Виктора Рюдберга изначально была написана Алисой Тегнер для Вальборг.
По окончании школы, в 1894 году, Вальберг начала учиться вокалу в Королевской высшей музыкальной школе в Стокгольме. Здесь в числе её преподавателей были: баритон Оскар Лейдстрём (Oscar Leijdström) и сопрано Вендела Андерссон-Соренсен. Позже ей давала уроки известная оперная певица и педагог Сигне Хеббе. Дебют Вальборг Свардстрём состоялся в Шведской королевской опере в 1900 году в заглавной роли оперы Амбруаза Тома «Миньон». Затем последовали также заглавные роли в «Свадьбе Фигаро» Моцарта и «Лакме» Делиба.

Вальборг Свардстрём в роли Эльзы в опере «Лоэнгрин»

За время пребывания в Королевской опере, певица исполнила главные партии в операх Моцарта, Глюка, Гуно, Доницетти, Чайковского, Вагнера, Вебера, Мендельсона и Россини. В 1904 году она получила стипендию Енни Линд и продолжила учёбу за границей, в том числе у Дезире Арто в Париже, продолжая свои выступления. Весной 1905 года у Вальборг Вербек-Свардстрём случился кратковременный паралич голосовых связок — она не могла ни говорить, ни петь. Длившийся две недели кризис голосовых связок стал решающим для её дальнейшего развития. Она начала усердно тренировать свой голос, изучая детали человеческого голоса. На основе этого знания певица основала собственную школу «Die Schule der Stimmenthüllung», и преподавание пения стало важным этапом её дальнейшей карьеры.
В период с 1906 по 1918 год она продолжала выступать во многих концертных залах Европы: в 1907—1908 годах она спела 39 концертов в 43 городах Европы, а в 1913—1914 годах — в 13 странах. В 1907 году сестры Свардстрём сформировали свой квартет, и в том же году они гастролировали в Германии, Венгрии и Швеции, получив положительные отзывы. В Германии Вальборг познакомилась с немецким музыкантом и антропософом Луи Вербеком (Louis Michael Julius Werbeck, 1879—1928). Они отпраздновали свою свадьбу в 1909 году и певица переехала в родной город мужа — Гамбург. Через год у них родилась дочь Марга (1910—2000).
В 1908 году Вальборг Вербек-Свардстрём познакомилась с Рудольфом Штейнером, австрийским философом и педагогом. Сотрудничество со Штейнером привело её в гамбургское теософское общество. Певица начала заниматься исследованиями новых методов обучения пению, развивая певческую терапию, в сотрудничестве с Евгением Колиско и Итой Вегман. Продолжая сотрудничество с Рудольфом Штейнером, стала членом основанного им антропософского общества. Её Die Schule der Stimmenthüllung развивалась, число учеников росло. В 1933 году, после прихода к власти в Германии нацистов, обучение в школе прекратилось и ася антропософская деятельность была запрещена. Вальборг некоторое время жила в Голландии, потом в Польше. Затем переехала жить к своей дочери в Силезию и оставалась там во время Второй мировой войны.
После войны Вальборг Вербек-Свардстрём написала несколько работ о женском голосе и пении, её школа возобновила работу. Она познакомилась с молодым музыкантом, историком музыки и педагогом Юргеном Шрифером (Jürgen Schriefer, 1914—2018), которому в 1971 году официально передала свою певческую школу. Благодаря его курсам, лекциям и индивидуальным занятиям эта школа стала известной во всем мире.
Умерла 1 февраля 1972 года в Бад-Болле, где и была похоронена.